# Screen Two
Screen Two fue una serie de televisión de antología televisiva británica, producida por la BBC y transmitida en el canal BBC Two del año 1985 al año 1994, tras casi una década en emisiones en pantalla. 
De 1989 a 1993 se emitió una serie similar, Screen One, que fue transmitida en el canal BBC1. 

## Episodios

### Serie Uno
| TX Fecha              | Título                           | Director                      | Escritor                                   | Reparto principal |
| --------------------- | -------------------------------- | ----------------------------- | ------------------------------------------ | --- |
| 6 de enero de 1985    | Contacto                         | Alan Clarke                   | A F N Clarke                               | Sean Chapman, John Blundell |
| 13 de enero de 1985   | Poppyland                        | John Madden                   | William Humble                             | Isla Blair, Jonathan Hyde, John Shrapnel, Richard Wilson, Norman Jones, Martin Wyldeck |
| 20 de enero de 1985   | Intercambios injustos            | Gavin Millar                  | Ken Campbell                               | Julie Walters, David Rappaport, Ken Campbell, Janet Henfrey, John Abineri, Christopher Ellison, Wolf Kahler, Malcolm Terris, Dave Lee Travis |
| 27 de enero de 1985   | Knockback: Parte Uno             | Piers Haggard                 | Shirley Cooklin, Brian Phelan, Peter Adams | Leslie Grantham, Pauline Collins, Laurence Harrington, Eric Mason, Paddy Joyce |
| 3 de febrero de 1985  | Knockback: Parte Dos             | Piers Haggard                 | Shirley Cooklin, Brian Phelan, Peter Adams | Leslie Grantham, Pauline Collins |
| 10 de febrero de 1985 | Lent                             | Peter Barbero-Fleming         | Michael Wilcox                             | Graham McGrath, Harry Andrews, Fabia Drake, David Langton, Constance Chapman |
| 17 de febrero de 1985 | El Soldado Desconocido           | Mike Vardy                    | Raymond Hitchcock                          | Nicholas Clay, David Neal, James Gaddas |
| 24 de febrero de 1985 | La Rebelión Burston              | Norman Stone                  | Elaine Morgan                              | Eileen Atkins, Bernard Hill, John Shrapnel, Geoffrey Chater, John Abineri, Frank Mills, Peter Benson, Jon Laurimore, Norman Jones, Peter Tuddenham |
| 3 de marzo de 1985    | Estación espacial: Milton Keynes | Colin Rogers & Leslie Stewart | Leslie Stewart                             | Patricia Garwood, Gian Sammarco, Nigel Lambert |
| 10 de marzo de 1985   | En El Estado Secreto             | Christopher Morahan           | Brian Phelan                               | Frank Finlay, Thorley Walters, Michael Byrne, Ronald Fraser, Ken Campbell, Natasha Richardson, Hilary Minster, Malcolm Terris, Geoffrey Chater, Tony Selby, Roger Brierley, Gorden Kaye, Roger Lloyd-Pack, Ivor Salter, Stephen Churchett, Pip Donaghy |

### Serie Dos
| TX Fecha              | Título                  | Director              | Escritor              | Reparto principal |
| --------------------- | ----------------------- | --------------------- | --------------------- | --- |
| 12 de enero de 1986   | El McGuffin             | Colin Bucksey         | John Bowen            | Charles Dance, Mark Rylance, Ann Todd, Anna Massey, Chris Langham, Francis Matthews, Roger Lloyd-Pack, Brian Glover, Jerry Stiller, Stephen Lewis                                   |
| 19 de enero de 1986   | Los Gemelos Silenciosos | Jon Amiel             | Marjorie Wallace      | Tony Robinson, John Savident |
| 26 de enero de 1986   | Time After Time         | Bill Henos            | Andrew Davies         | John Gielgud, Googie Withers, Helen Cherry, Brenda Bruce, Freddie Jones, Fiona Walker, George Baker                                                                                 |
| 2 de febrero de 1986  | Frankie & Johnnie       | Martin Campbell       | Paula Milne           | Hywel Bennett, Diana Hardcastle, Amanda Donohoe, Shelagh Fraser, Norman Jones |
| 9 de febrero de 1986  | Honest, Decent and True | Les Blair             | Les Blair             | Derrick O'Connor, Adrian Edmonson, Gary Oldman, Richard E. Grant, Arabella Weir, Owen Brenman                                                                                       |
| 16 de febrero de 1986 | Canción de Experiencia  | Stephen Frears        | Martin Allen          | Rachel Bell, Nigel Terry |
| 23 de febrero de 1986 | El Hombre del Seguro    | Richard Eyre          | Alan Bennett          | Trevor Peacock, Alan MacNaughtan, Teddy Turner, Vivian Pepinillos, Tony Haygarth, Jim Broadbent, Daniel Day-Lewis, Richenda Carey, Geoffrey Palmer, Roger Hammond, Benjamin Whitrow |
| 2 de marzo de 1986    | Hotel du Lac            | Giles Foster          | Christopher Hampton   | Anna Massey, Denholm Elliott, Googie Withers, Julia Mckenzie, Patricia Hodge, Irene Handl, Barry Foster, Geoffrey Chater, Jeffry Wickham, Patsy Byrne                               |
| 9 de marzo de 1986    | El Soldado ruso         | Gavin Millar          | Brian Phelan          | Warren Clarke, Alan MacNaughtan, Patrick Malahide, Jerome Flynn, June Page, Iain Rattray, Eileen Helsby                                                                             |
| 16 de marzo de 1986   | Blood Hunt              | Peter Barbero-Fleming | Neil M. Gunn (Novela) | Iain Glen, Andrew Keir, Nigel Stock, Michael Carter, Arabella Weir |
| 23 de marzo de 1986   | Shergar                 | Nigel Finch           | Bill Morrison         | Stephen Rea, Gary Waldhorn, Ian McElhinney, Dermot Crowley, Peter Caffrey |
| 30 de marzo de 1986   | Hard Travelling         | Colin Gregg           | Hugh Stoddart         | Suzanne Burden, Tom Bell, Jack Pastor, Michael Gough, Perry Benson, Denis Carey, Colette O'Neil, Gordon Salkilld                                                                    |
| 6 de abril de 1986    | Imagen doble            | Mick Jackson          | Stephen Davis         | Tommy Lee Jones |

### Serie Tres
| TX Fecha              | Título                     | Director            | Escritor                       | Reparto principal |
| --------------------- | -------------------------- | ------------------- | ------------------------------ | --- |
| 4 de enero de 1987    | Costa a Costa              | Sandy Johnson       | Stan Hey                       | Lenny Henry, John Shea, Peter Vaughan, George Baker, Pete Postlethwaite, Cherie Lunghi, Al Matthews, Edward Peel, Neville Smith, Tony Haygarth |
| 11 de enero de 1987   | Blunt                      | John Glenister      | Robin Chapman                  | Anthony Hopkins, Ian Richardson, Michael Williams, Geoffrey Chater, Albert Welling                                                             |
| 18 de enero de 1987   | Will You Love Me Tomorrow  | Adrian Shergold     | Adrian Shergold, David Snodin  | Joanne Whalley, Tilly Vosburgh, Phil Daniels, Iain Glen, Beverley Callard                                                                      |
| 25 de enero de 1987   | After Pilkington           | Christopher Morahan | Simon Gray                     | Bob Peck, Miranda Richardson, Gary Waldhorn, Barry Foster, Derek Ware                                                                          |
| 1 de febrero de 1987  | Al Este de Ipswich         | Tristram Powell     | Michael Palin                  | John Nettleton, Pat Heywood, Graham Crowden, Janine Duvitski, Timothy Bateson, Roger Brierley, Tip Tipping, Wayne Michaels                     |
| 8 de febrero de 1987  | Nombrando los Nombres      | Stuart Burge        | Anne Devlin                    | Sylvestra Le Touzel, Michael Maloney, Mick Ford, James Ellis, Eileen Way                                                                       |
| 15 de febrero de 1987 | Northanger Abbey           | Giles Foster        | Maggie Wadey                   | Katharine Schlesinger, Peter Firth, Robert Hardy, Googie Withers, Geoffrey Chater, Elvi Hale, Helen Fraser, Elaine Ives-Cameron                |
| 22 de febrero de 1987 | Visitantes                 | Piers Haggard       | Dennis Potter                  | John Standing, Michael Brandon, Nicola Pagett, Glynis Barbero                                                                                  |
| 1 de marzo de 1987    | Heaven on Earth            | Allan Kroeker       | Margaret Atwood, Peter Pearson | Torquil Campbell, Sarah Polley, Fiona Reid |
| 8 de marzo de 1987    | Comportamiento inapropiado | Paul Seed           | Andrew Davies                  | Charlotte Coleman, Anne Reid |
| 15 de marzo de 1987   | Yendo a Casa               | Terence Ryan        | Christopher Verde              | Nicholas Campbell, Milán Cheylov, Albert Schultz                                                                                               |
| 29 de marzo de 1987   | Quartermaine's Terms       | Bill Henos          | Simon Gris                     | Eleanor Bron, Edward Fox, Clive Francis, John Gielgud, Peter Jeffrey, Tessa Peake-Jones                                                        |
| 5 de abril de 1987    | En la Palma                | Michael Whyte       | Dave Sheasby                   | Phillip Jackson, Cathy Tyson, James Hazeldine, Peter Martin, Liz Smith                                                                         |
| 17 de abril de 1987   | Hedgehog Wedding           | Tim King            | Elizabeth Spender              | Sheila Allen, Lynsey Baxter, Frederick Treves                                                                                                  |
| 19 de abril de 1987   | Los Niños de Dynmouth      | Peter Hammond       | William Trevor                 | Simon Fox, John Bird, Alec Bregonzi, Roger Brierley, David Daker                                                                               |

### Serie Cuatro
| TX Fecha              | Título                        | Director            | Escritor                              | Reparto principal |
| --------------------- | ----------------------------- | ------------------- | ------------------------------------- | --- |
| 10 de enero de 1988   | La Visión                     | Norman Stone        | William Nicholson                     | Eileen Atkins, Dirk Bogarde, Helena Bonham Carter, Lynda Bellingham, Alan Curtis, Bruce Boa, Bruce Montague, Lee Remick, Paul Maxwell |
| 17 de enero de 1988   | Dead Lucky                    | Barbara Rennie      | Ruth Rendell (novela), Barbara Rennie | Phil Davis, Nicholas Farrell, William Gaminara, Donald Douglas                                                                        |
| 24 de enero de 1988   | Sweet as you are              | Angela Pope         | William Nicholson                     | Liam Neeson, Miranda Richardson, Philip Bird, Philip McGough                                                                          |
| 31 de enero de 1988   | Stanley Spencer               | Anna Benson Gyles   | Elaine Morgan                         | Lesley Dunlop, David Horovitch, Juliet Stevenson, Anton Lesser                                                                        |
| 7 de febrero de 1988  | Frontera                      | Misha Williams      | Tim Rose Price                        | Edita Brychta, Daniel Cerro, Norman Jones, Catherine Schell, Lynn Farleigh, Roy Evans, Hana Maria Pravda                              |
| 14 de febrero de 1988 | Follow the Yellow Brick Road  | Nick Hornby         | Dennis Potter                         | Andrée Bernard |
| 6 de marzo de 1988    | Lovebirds                     | Stephen Whittaker   | Barry Collins                         | Stephen Bent, Linda Henry, Shaheen Khan, Paul Bhattacharjee, Lloyd McGuire                                                            |
| 13 de marzo de 1988   | Sombra en la Tierra           | Chris Bernard       | David Kane                            | Billy Hartman |
| 27 de marzo de 1988   | Fuerza razonable              | Jim Goddard         | Patrick Malahide                      | John Hannah, Warren Clarke, Adrian Dunbar, Michael Melia                                                                              |
| 3 de abril de 1988    | La Tentación de Eileen Hughes | Tristram Powell     | Brian Moore                           | Angharad Rees, Birdy Sweeney |
| 17 de abril de 1988   | Lucky Sunil                   | Michael Caton-Jones | Andrew Davies                         | Kulvinder Ghir, Michelle Collins, Hugh Cornwell, Niamh Cusack, Richenda Carey, Albert Moses, Benjamin Whitrow                         |
| 24 de abril de 1988   | Run for the Lifeboat          | Douglas Livingstone | Douglas Livingstone                   | Stacey Tendeter, Jeff Rawle, Tenniel Evans, David Garfield, Sion Tudor Oven, Stephen Torme                                            |

### Serie Cinco
| TX Fecha              | Título               | Director       | Escritor         | Reparto principal |
| --------------------- | -------------------- | -------------- | ---------------- | --- |
| 8 de enero de 1989    | Muerte de un Hijo    | Ross Devenish  | Tony Marchant    | Lynn Redgrave, Jay Simpson, Oliver Ford Davies, Frederick Treves, Jerome Willis, Richard Moore, Derek Ware, Roy Evans |
| 15 de enero de 1989   | Voces de ángel       | Michael Darlow | Stephen Wakelam  | Michael Williams, Alan Rothwell                                                                                       |
| 22 de enero de 1989   | Volando en las Ramas | Eva Kolouchova | Anna Fodorova    | Ralph Bates, Edita Brychta, Susan Fleetwood, Ian McNeice                                                              |
| 29 de enero de 1989   | Palabras de Amor     | Colin Nutley   | Philip Norman    | Charlie Creed-Miles, Tom Bell, Liz Smith                                                                              |
| 5 de febrero de 1989  | Dejando              | Sandy Johnson  | Daniel Boyle     | Maggie Bell, Paul Young                                                                                               |
| 12 de febrero de 1989 | Virtuoso             | Tony Smith     | William Humilde  | Alfred Molina, Alison Steadman, Philip Locke, Mark Wing-Davey                                                         |
| 19 de febrero de 1989 | El Picnic            | Paul Seed      | Lesley Bruce     | Billie Whitelaw, Iain Glen, Brenda Fricker, Ross Kemp, Phil Smeeton                                                   |
| 26 de febrero de 1989 | La Empresa           | Alan Clarke    | Al Hunter Ashton | Gary Oldman, Lesley Manville, Philip Davis, Steve McFadden                                                            |
| 5 Marcha 1989         | Aquí es el Noticioso | Udayan Prasad  | G. F. Newman     | Richard E. Grant, Jim Carter, Heathcote Williams, Michael Melia, Simon Rouse                                          |
| 12 Marcha 1989        | Baile de hielo       | Alan Dossor    | Stephen Lowe     | Warren Clarke |
| 19 Marcha 1989        | Sentando Objetivos   | Jenny Wilkes   | Peter Ransley    | Gina Bellman, Jonathan Hyde, Phyllis Logan, John Bowe                                                                 |
| 26 Marcha 1989        | Defrosting La Nevera | Sandy Johnson  | Ray Connolly     | Joe Don Baker, Phyllis Logan, Togo Igawa, Victor Maddern, Russell Floyd                                               |